# Lake Shore (Minnesota)
Lake Shore es una ciudad ubicada en el condado de Cass en el estado estadounidense de Minnesota. En el Censo de 2010 tenía una población de 1004 habitantes y una densidad poblacional de 21,36 personas por km².

## Geografía
Lake Shore se encuentra ubicada en las coordenadas 46°29′42″N 94°21′41″O / 46.49500, -94.36139. Según la Oficina del Censo de los Estados Unidos, Lake Shore tiene una superficie total de 47 km², de la cual 32.89 km² corresponden a tierra firme y (30.02%) 14.11 km² es agua.

## Demografía
Según el censo de 2010, había 1004 personas residiendo en Lake Shore. La densidad de población era de 21,36 hab./km². De los 1004 habitantes, Lake Shore estaba compuesto por el 99% blancos, el 0.3% eran afroamericanos, el 0.1% eran amerindios, el 0.1% eran asiáticos, el 0% eran isleños del Pacífico, el 0.1% eran de otras razas y el 0.4% pertenecían a dos o más razas. Del total de la población el 0.9% eran hispanos o latinos de cualquier raza.